# Érico XI da Suécia
Érico XI (1216 – 2 de fevereiro de 1250) – também conhecido como Erik Eriksson ou vulgarmente conhecido mais tarde pela alcunha de Erik läspe och halte (”Érico, o Gago e Coxo”) – foi o Rei da Suécia em dois períodos diferentes – primeiro, ainda como criança, de 1222 até ser deposto em 1229 por Canuto II (Knut Långe), e depois, de 1234 até sua morte em 1250.                                                                                            Era filho do rei Érico X (Erik Knutsson) e sua esposa Riquilda de Dinamarca.  Ele próprio, não teve filhos, acabando assim a Dinastia dos Éricos.

## História
Érico nasceu após a morte de seu pai, Érico X (Erik Knutsson), e foi coroado rei - aos seis anos de idade - em 1222, ano em que faleceu João I (Johan Sverkersson), o rei que havia substituído a seu pai. Dada a sua idade, a regência do país estava na mão de um grupo de conselheiros de estado (rådsherrar) - liderado pelo bispo Bengt de Skara e pelo grande senhor Canuto Holmgersson. Embora Érico tivesse o apoio do papa, a aristocracia sueca preferia João I - que na época tinha uns 15 anos de idade. João I faleceu porém muito jovem, e Érico contava apenas com seis anos quando foi eleito novo rei.
Depois de sete anos no trono, e sendo ainda menor de idade, foi derrubado na sequência da batalha de Olustra em 1229, e destronado, tendo então Canuto Holmgersson, sido eleito como novo monarca. Em 1234, Canuto faleceu, e Érico foi eleito novamente rei. Nessa altura, tinha cerca de 18 anos, e a partir dessa data governou  até a sua morte, em 1250.
Durante o seu reinado, foi pacificada e alargada uma grande parte da Finlândia (Tavastland), foi introduzido um novo sistema de impostos, e a igreja da Suécia foi reformada.
Érico se casou com Catarina Sunnesdotter, membra da Casa de Bjälbo e neta do rei Suérquero II. Não teve filhos, pelo que a Dinastia dos Éricos chegou ao fim da sua linhagem masculina. Foi sepultado no Convento de Varnhem.